# Estadística aplicada
Se denomina estadística aplicada al área de la estadística que se ocupa de inferir resultados sobre una población a partir de una o varias muestras. Es la parte de la estadística que se aplica en cualquier otra rama externa a ella, como la psicología, la medicina, la sociología, la historia, la biología, la mercadotecnia, etcétera.[cita requerida]
Los parámetros poblacionales se estiman mediante funciones denominadas estimadores o estadísticos. La estimación se hace con base en la estimación estadística y puede ser puntual, por intervalos o de contraste de hipótesis. En una estimación puntual, se obtiene un solo valor con una confianza nula, como cuando se dice que la estatura media de tal población es de 1,72m. En la estimación por intervalos, el nivel de confianza depende de la amplitud del intervalo, es cuando se afirma que el 95% de tal población mide menos de 1,96m. El contraste de hipótesis consiste en verificar estadísticamente si una suposición acerca de una población es cierta o falsa.[cita requerida]
La estadística aplicada se apoya totalmente en la utilización de paquetes estadísticos que ayudan a resolver problemas de índole estadística, acortando dramáticamente los tiempos de resolución. Es por esto que en muchas universidades se enseña a utilizar estos programas estadísticos sin que, a veces, el alumno entienda ni tenga la necesidad de entender cómo funcionan.[cita requerida]
Cuando se hace la comprobación matemáticamente, se hace la fórmula para sacar la mediana, la media, la moda, etcétera.[cita requerida]
- Datos: Q1967088